# Todiramphus godeffroyi
Todiramphus godeffroyi, conhecida como martim-caçador-das-marquesas ,  é uma espécie de ave da família Alcedinidae.
É endémica da Polinésia Francesa.
Os seus habitats naturais são: florestas subtropicais ou tropicais húmidas de baixa altitude e plantações.
Está ameaçada por perda de habitat.